# Довгий Тарас Олексійович
Довгий Тарас Олексійович (нар. 24 липня 1967 року, м. Київ) — український політик, член НСНУ.

## Життєпис
Народився 24.07.1967 року в Києві. Одружений; має сина.
Закінчив Київський університет імені Тараса Шевченка за спеціальністю інженер-механік.
1986—1988&nbs pоки — служба в армії.
1991—1994 роки — провідний спеціаліст, провідний інженер служби з виробничих питань, заступник директора з виробництва МНВП «Топаз-Інформ», місто Київ.
1994—1995 роки — заступник начальника відділу орендного підприємства «Будпроект-індустрія», місто Київ.
1995—1997 роки — комерційний директор АТЗТ НВП «Топаз-Інформ», місто Київ.
1997—2002 роки — генеральний директор ЗАТ «Завод радіоапаратури».

## Політична діяльність
09.2007 року кандидат в Народні депутати України від блоку «Наша Україна - Народна самооборона», № 119 в списку. На час виборів: тимчасово не працював, член НСНУ.
Народний депутат України 5-го скликання 04.2006-06.2007 роки від Блоку «Наша Україна», № 64 в списку. На час виборів: народний депутат України, член НСНУ. Член фракції Блоку «Наша Україна» (з 04.2006). Член Комітету з питань фінансів і банківської діяльності (з 07.2006). Склав депутатські повноваження 15.06.2007 року.
Народний депутат України 4-го скликання 04.2002-04.2006 роки від Блоку Віктора Ющенка «Наша Україна», № 36 в списку. На час виборів: генеральний директор ЗАТ «Завод радіоапаратури», безпартійний. Член фракції «Наша Україна» (05.2002), член фракції «Єдина Україна» (05.-06.2002), член фракції партій ППУ та «Трудова Україна» (06.2002-04.2004), позафракційний (04.2004-01.2005), член групи «Воля народу» (01.-03.2005), член фракції ПППУ (03.-06.2005), член фракції «Наша Україна» (з 06.2005). Голова підкомітету з питань податкової політики Комітету з питань фінансів і банківської діяльності (з 06.2002).
Довгий Тарас Олексійович - Переходи по фракціях
| Фракція "Наша Україна"                                                            | 15.05.2002 | 29.05.2002 |
| Фракція "Єдина Україна"                                                           | 30.05.2002 | 20.06.2002 |
| Фракція політичних партій Промисловців і підприємців України та "Трудова Україна" | 20.06.2002 | 21.04.2004 |
| Група Промисловців і підприємців - Воля народу                                    | 21.01.2005 | 03.02.2005 |
| Група "Воля народу"                                                               | 03.02.2005 | 25.03.2005 |
| Фракція "Партії промисловців і підприємців України"                               | 25.03.2005 | 03.06.2005 |
| Фракція "Наша Україна"                                                            | 03.06.2005 | 07.09.2005 |
| Фракція політичної партії "Народний Союз Наша Україна"                            | 07.09.2005 | 25.05.2006 |

## Нагороди
Орден "За заслуги" III (08.2002), II ступенів (07.2007).